# Ігор Додон
Ігор Миколайович Додон (рум. Igor Dodon, нар. 18 лютого 1975, Садова, Молдавська РСР) — молдовський проросійський політик, учений-економіст, державний і громадський діяч. Президент Молдови (2016—2020), обраний 13 листопада 2016, 2020 року програв вибори Маї Санду.
Ексголова Партії соціалістів Молдови, депутат Парламенту Молдови. У жовтні 2016 заявив про визнання незаконної приналежності окупованого Криму до РФ, що викликало критику з боку українського МЗС, зокрема відкликання посла України в Молдові Івана Гнатишина.
Президент Федерації шахів Молдови.

## Життєпис
Народився 18 лютого 1975 в селі Садова Калараського району, Молдовської РСР. Закінчив економічний факультет Державного аграрного університету, факультет менеджменту Молдавської академії економічних знань, факультет економічного права Міжнародного інституту менеджменту. Доктор економічних наук. За професією — економіст.
Після закінчення вищих навчальних закладів, у період з 1997 до 2001, займав посаду провідного спеціаліста департаменту клірингу, департаменту лістингу, адміністратора електронної системи торгів і директора департаменту маркетингу, лістингу та котирування Фондової біржі Молдови. З 2001 до 2005 року був головою Національного депозитарію цінних паперів Молдови. З 2003 до 2005 обіймав посаду голови Універсальної товарної біржі Молдови. Протягом 1997–2005, паралельно з основною діяльністю, працював старшим викладачем Академії Економічних Знань Молдови, Міжнародного незалежного університету Молдови, Міжнародного інституту менеджменту, Молдавського державного університету.
24 вересня 2011 став Президентом Федерації шахів Молдови.

## Політика
З травня 2005 до вересень 2006 обіймав посаду заступника міністра економіки і торгівлі. Указом Президента Молдови Володимира Вороніна № 764 — IV від 18 вересня 2006 призначений на посаду міністра економіки й торгівлі. 31 березня 2008 указом Президента Республіки Молдова № 1592 — IV призначений на посаду першого заступника прем'єр-міністра, міністра економіки й торгівлі.
2009 став депутатом від ПКРМ, як після виборів 5 квітня, так і після дострокових виборів 29 липня. 14 вересня 2009 пішов у відставку разом з іншими депутатами від ПКРМ з уряду Зінаїди Гречаної, так як посада депутата і пост міністра несумісні за Конституцією Республіки Молдови. На парламентських виборах 2010 року Додон знову став депутатом парламенту за списком ПКРМ і членом парламентської комісії з економіки, бюджету та фінансів.
Був кандидатом від ПКРМ на вибори примара Кишинева, які проводилися в червні 2011. За їх результатами Додон набрав в 1 турі 48,07 % голосів, у 2 турі — 49,40 % голосів, програвши Доріну Кіртоаке.
4 листопада 2011 разом з депутатами парламенту від фракції Партії комуністів Зінаїдою Гречаною і Веронікою Абрамчук покинув фракцію Партії комуністів в парламенті і саму ПКРМ. 9 листопада 2011 року оголосив про приєднання до Партії соціалістів Республіки Молдова (ПСРМ).
18 листопада 2011, разом з Зінаїдою Гречаною і Веронікою Абрамчук оголосив про створення в парламенті Молдови групи соціалістів.
У жовтні 2016 року з результатом 48 % переміг у першому турі президентських виборів. Другий тур виборів відбувся 13 листопада 2016 року. Змагалася з Додоном Мая Санду, яка у першому турі набрала 38 % голосів. У другому турі Ігор Додон виграв вибори і став всенародно обраним Президентом Молдови.
2 січня 2018 Конституційний суд Молдови тимчасово припинив повноваження президента Молдови Ігоря Додона. Це сталося після того, як Додон відмовився затвердити повторно висунутих прем'єром кандидатів на пости міністрів і віце-прем'єрів. Їх затвердить або прем'єр або спікер парламенту.

## Політична позиція

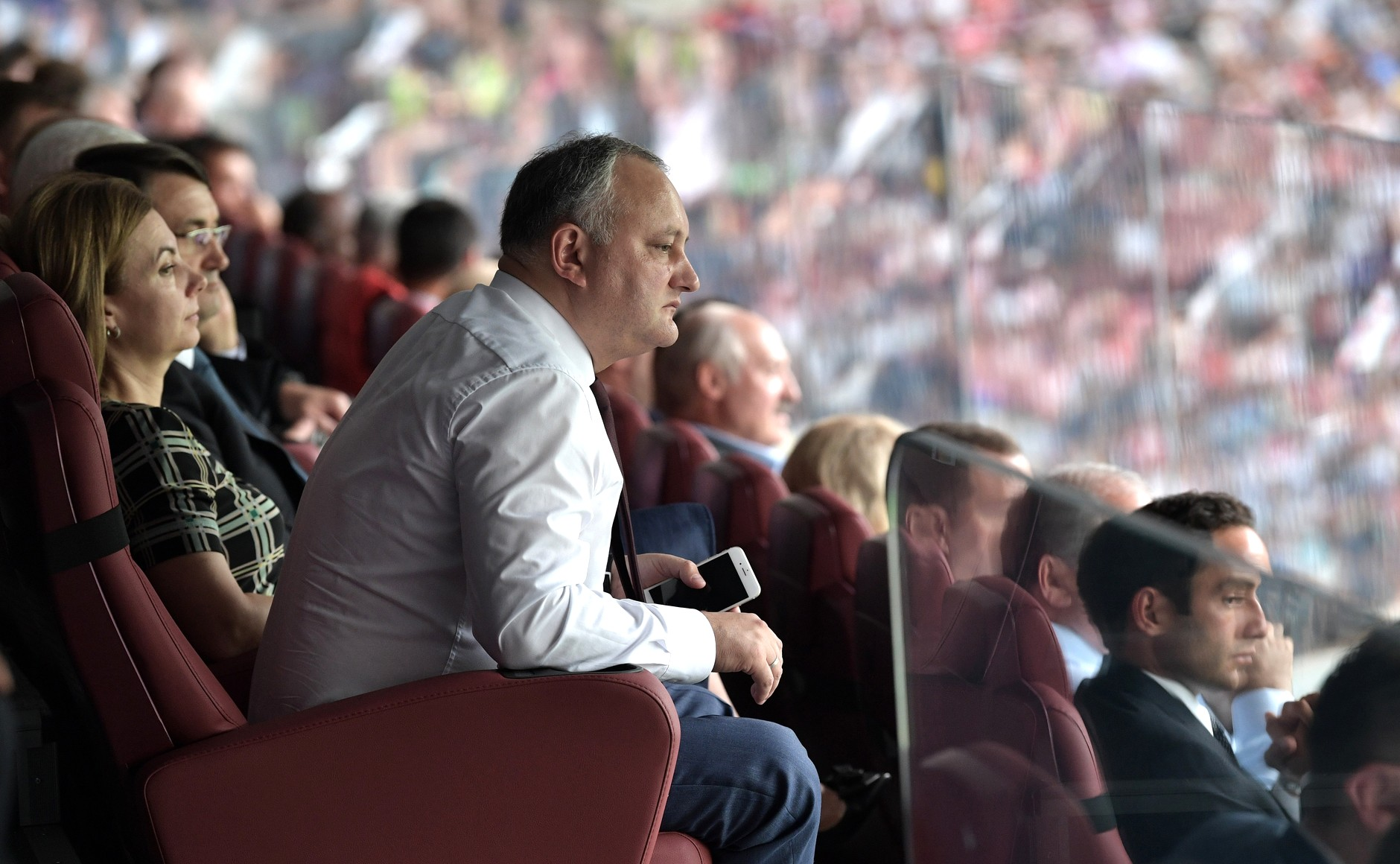
Додон у РФ у липні 2018

Дотримується проросійської позиції, обіцяв дружбу з Росією та відновлення економічних відносин із нею у повному обсязі. Як кандидат заявляв про плани федералізації Молдови та скасування угоди про асоціацію з ЄС. 30 жовтня 2016 року заявив, що окупований Крим належить Росії. Зрештою за слова Додона вибачився міністр закордонних справ Молдови. А посол України в Кишиневі, якого через скандал викликали на консультацію до Києва, закликав більше не спекулювати на темі Криму. Сам Додон згодом пояснив, що лише мав на увазі те, під чиєю владою півострів перебуває фактично.
Після обрання в січні 2017 року заявив, що він має намір скасувати угоду про відкриття бюро зв'язків з НАТО в Кишиневі. Він же висловив сумнів у тому, що Молдова колись буде повноцінним членом ЄС, тоді як під проводом Москви Молдова могла б стати спостерігачем у Євразійському економічному союзі. Підтримку подібних парламентських ініціатив в оновленому складі було анонсовано після чергових парламентських виборів.
Свою різку орієнтованість також продемонстрував, коментуючи події російсько української війни у 2022 році, наголошуючи, що Придністров'я може об'єднатися з Молдовою на правах автономії за умови нейтралітету Молдови від інтеграції до Євросоюзу (заявку на інтеграцію Молдова подала разом з Україною в 2022 році).

### Фінансування та вплив із Кремля
В адміністрації президента Росії є т. зв. «молдовський відділ», яким керує полковник Служби зовнішньої розвідки Ігор Маслов. Його підлеглі готують для російського керівництва довідки на молдовських політиків, громадських діячів та неурядові організації. За час політичної кар'єри Додон тісно співпрацював із російською розвідкою. Як з'ясували журналісти RISE Moldova, депутат, а потім президент Додон має кураторів з т.з. «молдовського відділу» Кремля, з якими він, як і деякі інші політики Молдови, тримав зв'язок через посередників і безпосередньо. Лідер соціалістів регулярно літав до Москви під час важливих внутрішньополітичних подій у Молдові. Лише за 2016 рік, до обрання у грудні президентом Молдови, Додон побував у Москві щонайменше 10 разів. «Кремлінович» (похідне від «Kremlinovici») — прізвисько Додона. Так називався обліковий запис користувача, з якого Додон спілкувався в секретному чаті месенджера BBM. Його співрозмовниками були люди зі сфери політики, бізнесу, держуправління, експертної спільноти та силового блоку Молдови.
Навіть залишивши посаду президента Молдови, прокремлівські сили допомогли відкрити і фінансували громадську організацію «Молдовсько-російський діловий союз».
У 2021 році було створено неурядову організацію «Молдовсько-російський діловий союз» (МРДС), яку очолив Додон. Він затвердив собі зарплату, яка вдесятеро перевищувала його президентську. Засновником організації з боку РФ є російська асоціація «Ділова Росія», від якої організація отримала $300 тисяч шістьма транзакціями. Майже кожен транш супроводжувався антизахідними чи проросійськими заявами Додона та його соратників. Практично всі антиурядові мітинги з вимогами відставки президента Майї Санду також здійснювалися за прямою вказівкою Кремля. 5 жовтня 2021 року Додон, будучи депутатом парламенту Молдови та головою Партії соціалістів Молдови (ПСРМ), закликав голову представництва Євросоюзу в Кишиневі та інших іноземних дипломатів «не втручатися у внутрішні справи держави». Того ж дня на російський рахунок «Ділової Росії» надійшов транш у 2,8 млн руб. від громадянина Росії Ігоря Чайки. На сайті організації він представлений як бізнес-посол «Ділової Росії» у Молдові. Ігор Чайка — син екс-генпрокурора Росії Юрія Чайки. Він включений до списку санкцій ЄС за дестабілізацію ситуації в Молдові, також йому заборонено в'їзд до країни.
На сайті організації Додон продовжує підтримувати Путіна, закликати владу Молдови до «діалогу з Кремлем» із питань торгової співпраці та цін на російський газ. І у стрічці новин МРДС з'являються звинувачення України у продовольчій кризі. У неурядовому секторі Додон оточив себе також людьми, які працювали з російськими політтехнологами, яких влада США включила до списку санкцій за операції Кремля в Молдові та за спроби втручання в молдавські вибори.

## Розслідування
У грудні 2021 року Додона викликали до Генпрокуратури Молдови за підозрою у розкраданні державних коштів під час імпорту електроенергії протягом 2008—2009 років на $12 млн.
18 травня 2022 року Генпрокуратура Молдови порушила кримінальну справу за підозрою у корупції щодо Додона. 24 травня у нього провели обшуки за підозрою у скоєнні злочинів за кількома статтями, серед яких «пасивна корупція», «прийняття фінансування політичної партії злочинної організації», «державна зрада» та «незаконне збагачення». Після обшуків його затримали на 72 години. 26 травня його помістили під домашній арешт на 30 днів. Після цього арешт кілька разів продовжували на 30 днів. 27 червня йому висунули нове обвинувачення у справі про незаконні закупівлі електроенергії, учинені в 2008—2009 роках під час його перебування на посаді міністра економіки й торгівлі.
У листопаді 2022 року його звільнили з-під домашнього арешту, заборонивши виїзд із країни на 60 днів. У вересні 2023 року заборону на виїзд залишили в силі.

## Сім'я
З 1999 року одружений з Галиною Додон, виховують трьох синів Богдана, Влада і Ніколае.